# Garnizon Brześć

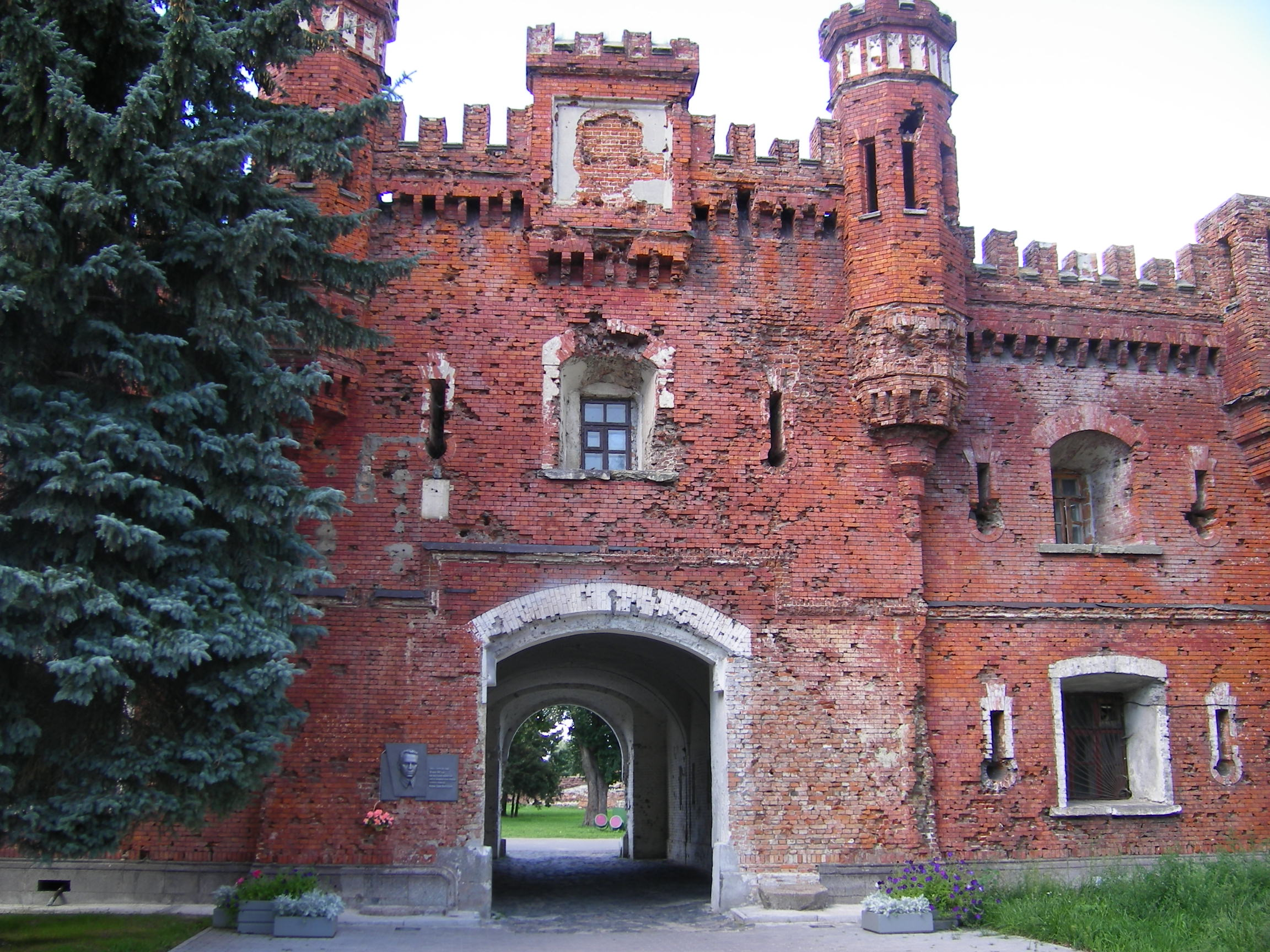
Fragment zabudowy twierdzy brzeskiej

Garnizon Brześć – garnizon w Brześciu zajmowany kolejno przez jednostki wojskowe Armii Imperium Rosyjskiego, Armii Cesarstwa Niemieckiego, Wojska Polskiego, Armii Czerwonej, Wehrmachtu, Armii Radzieckiej i Sił Zbrojnych Białorusi. Do końca II wojny światowej trzonem garnizonu była twierdza brzeska.

## Garnizon carski do 1915
Sztab 19 Korpusu Armijnego
- 38 Dywizja Piechoty 
  - 1 Brygada Piechoty
    - 149 Czarnomorski pułk piechoty

  - 2 Brygada Piechoty 
    - 152 Władykaukaski pułk iechoty
- 19 batalion saperów

Od nazwy miasta wziął również nazwę 49 Brzeski pułk piechoty.

## Garnizon Wojska Polskiego II RP 1918-1939
Prestiż miasta w okresie II Rzeczypospolitej podnosił fakt, że było ono garnizonem wojskowym. Stacjonowały w nim między innymi:
- Dowództwo Okręgu Korpusu nr IX
- Komenda Miasta
  - komendant garnizonu - płk piech. Kazimierz Chromiński
- 35 pułk piechoty[1]
- 82 Syberyjski pułk piechoty[2]
- 9 Grupa Artylerii
  - I dywizjon 9 pułku artylerii ciężkiej
  - 30 dywizjon artylerii ciężkiej
- 4 batalion pancerny[3]
- 6 batalion saperów
- 9 dywizjon artylerii przeciwlotniczej
- 9 samodzielny batalion łączności (1926–1929) → 9 batalion telegraficzny (1929–1932) → Kadra 4 batalionu telegraficznego (1932–1939)
- kompania łączności 9 Dywizji Piechoty (1932–1939)
- 9 dywizjon źandarmerii
- V batalion balonowy
- 9 Szpital Okręgowy
- Wojskowy Sąd Okręgowy Nr IX → Wojskowy Sąd Okręgowy Nr 9
- Prokuratura przy Wojskowym Sądzie Okręgowym IX → Wojskowa Prokuratura Okręgowa Nr 9
- Wojskowy Sąd Rejonowy Brześć
- Wojskowe Więzienia Śledcze Nr IX
- Komenda Obozu Ćwiczeń
- parafia wojskowa obrządku rzymskokatolickiego

- Składnica Materiału Intendenckiego Nr 9
  - Kadra Zapasowa Służby Intendentury Nr 9
- Pomocnicza Składnica Uzbrojenia Nr 9 → Składnica Uzbrojenia Nr 9
- Składnica Saperska Nr 9
- Składnica Łączności Nr 9

### Obsada personalna komendy miasta
Obsada personalna komendy miasta w marcu 1939
- komendant miasta – ppłk art. Stanisław Giebułtowicz
- adiutant – kpt. piech. Władysław Bański
- kierownik referatu mobilizacyjnego – kpt. adm. (piech.) Jan Strzałkowski
- kierownik referatu bezpieczeństwa i dyscypliny – kpt. adm. (piech.) Bruno Luska
- kierownik referatu administracyjno-kwaterunkowego – kpt. adm. (piech.) Franciszek Edward Lipnicki

## Komenda Obozu Ćwiczeń Brześć nad Bugiem
komendanci obozu (do 1924 poligonu)
- płk art. Józef Ulrych (był w 1923 – VIII 1926[6])
- płk art. Julian Stasiniewicz (od VIII 1926)
- ppłk art. Mieczysław Karaszewicz (III 1932[7] – 1939[8])

oficer poligonowy
- kpt. art. Jerzy I Kaczanowski (do VIII 1926[9])
- kpt. adm. (art.) Michał Hałabura[b] (był w 1928 – 1939[8])

## Garnizon Sił Zbrojnych Białorusi od 1991
- białoruska straż graniczna
- 38 Samodzielna Brygada Mobilna Gwardii (SSO)